# Tangcun Shuiku
Tangcun Shuiku är en reservoar i Kina. Den ligger i provinsen Shandong, i den östra delen av landet, omkring 150 kilometer söder om provinshuvudstaden Jinan. Tangcun Shuiku ligger 181 meter över havet. Arean är 9,6 kvadratkilometer. Trakten runt Tangcun Shuiku består till största delen av jordbruksmark. Den sträcker sig 5,6 kilometer i nord-sydlig riktning, och 5,1 kilometer i öst-västlig riktning.
Genomsnittlig årsnederbörd är 902 millimeter. Den regnigaste månaden är juli, med i genomsnitt 265 mm nederbörd, och den torraste är januari, med 5 mm nederbörd.